# إلمسهورن
المزهورن (بالألمانية: Elmshorn) هي بلدة ألمانية تقع في ألمانيا في شليسفيغ هولشتاين. يقدر عدد سكانها بـ 49,386 نسمة .

## المدن التوأمة
مدن Wittenberge، رايسيو، ستارغارد زتسيسينسكي و تاراسكون هي مدن توأمة لـالمزهورن.

## أعلام
- فريتز هوغر
- هاننو بيهرينز
- فرانك زوبلي
- هيرمان فايل
- كريستا فيلينغ
- فرانز لوكاس